# 松下朋未
松下 朋未（まつした ともみ）は、日本の漫画家。

## 作品リスト

### 連載
- ひとしな料理侍 すずしろのボン（『ガンガン戦-IXA-』2010年夏の陣、2010年冬の陣）
  - 幕末料理侍 すずしろのボン（『ガンガンONLINE』2011年4月28日 - 2012年6月28日、全2巻） - 『ひとしな料理侍 すずしろのボン』から改題
- 蒼穹のファフナー（原作：XEBEC、『月刊少年シリウス』2014年11月号[1] - 2018年4月号[2]→『Palcy』2019年1月23日[3] - 2021年、全9巻） - コミカライズ[1]

### 読み切り
- Open your eyes（『戦国アンソロジー』、スクウェア・エニックス）
- The quiet ship（『ガンガン戦-IXA-』2009年冬の陣）

### その他
- 『ミッキーマウス90周年記念イラスト集 gift』（2019年6月28日発売[4]） - イラスト[4]